# Bianca Buitendag
Bianca Buitendag, född 9 november 1993, är en sydafrikansk surfare.

## Karriär
Vid World Surfing Games 2019 i Miyazaki tog Buitendag brons. Vid OS 2020 i Tokyo, som arrangerades 2021, tog hon silver i damernas tävling. Direkt efter OS-silvret meddelade Buitendag att hon avslutade sin surfingkarriär.